# Żanna Witienzon
Żanna Ziskindowna Witienzon (ros. Жанна Зискиндовна Витензон; ur. 26 kwietnia 1929 w Witebsku) – radziecka scenarzystka filmów animowanych. Autorka książek dla dzieci.

## Życiorys
W latach 1947–1952 studiowała na wydziale filologicznym Moskiewskiego Uniwersytetu Państwowego. W latach 1952–1954 pracowała w Briańskim Instytucie Doskonalenia Nauczycieli. Jako scenarzystka filmów animowanych współpracowała ze studiami filmowymi: Sojuzmultfilm, Kijewnauczfilm, Biełaruśfilm, Uzbekfilm i Multtelefilm (Ekran). Współpracowała z takimi reżyserami jak: Roman Kaczanow, Olga Chodatajewa i Leonid Aristow, Stiella Aristakiesowa, Witold Bordziłowski i Marianna Nowogrudska. Autorka bajek dla najmłodszych. Laureatka nagrody literackiej "Złota Małpa" (1975, Japonia) za bajkę "W jarangie gorit ogoń".

## Wybrane scenariusze filmowe
- 1967: Rękawica
- 1969: Ja chcę słonia
- 1973: Wasilijok
- 1982: Deszczyk